# Akwamu
Akwamu fue un antiguo Estado de la región llamada Costa de Oro en el África occidental, perteneciente a lo que hoy en día es Ghana. La lengua principal de este estado fue el twi.
Fue fundado por el pueblo akan cerca del año 1600, creciendo por su abundancia en oro. En pleno auge a principios del siglo XVIII, Akwamu se extendió por más de 400 km a lo largo de la costa, desde el reino de Whydah (hoy Ouidah en Benín) en el este, hasta más allá de Winneba (en la actual Ghana) al oeste.

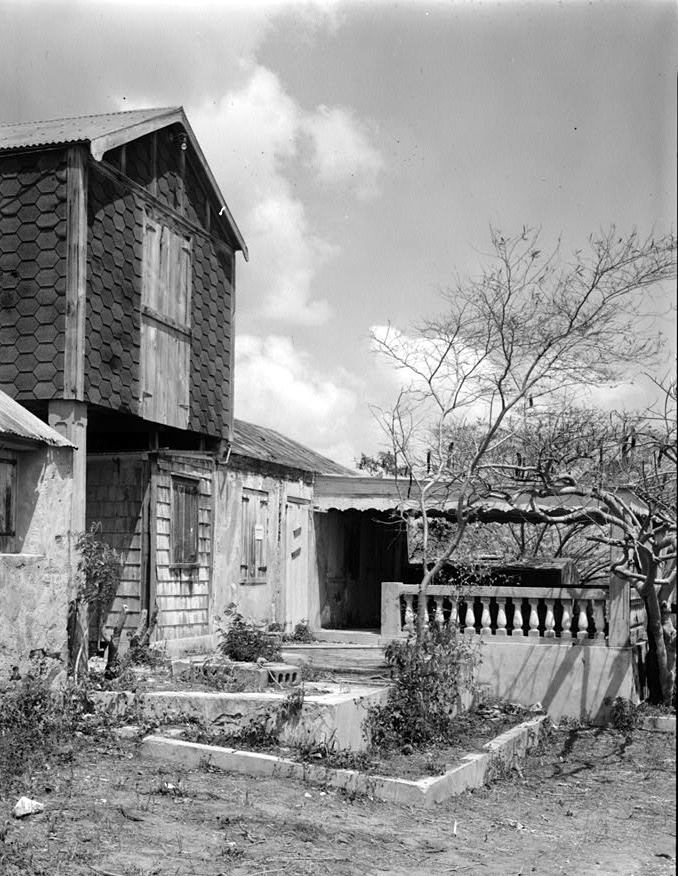
Mary Point Estate, propiedad del Akwamu Franz Claasen, de época de las islas Vírgenes danesas.

Para el año de 1710, el estado comenzó a ser presionado por otros grupos sociales, como los ashanti, que aumentaron su poderío en la zona y para 1731 Akwamu dejó de existir. 
En 1733 unos ciento cincuenta esclavos Akwamu de la isla San Juan en las islas Vírgenes danesas se rebelaron. Los daneses tuvieron que solicitar refuerzos desde Martinica para sofocar la revolución, tras la que Franz Claasen se convirtió en el primer terrateniente libre de origen Akwamu en la isla.